# فيليب هينديس
فيليب هينديس (بالإنجليزية: Philip Hindes) مواليد 22 سبتمبر 1992 في كريفلد، شمال الراين-وستفاليا، ألمانيا، هو دراج بريطاني في صنف سباق الدراجات على المضمار ضمن فريق بريطانيا. شارك في دورة الألعاب الأولمبية الصيفية وفاز بميدالية أولمبية.

## الميداليات
| الميدالية | المسابقة                       |
| --------- | ------------------------------ |
| ذهبية     | الألعاب الأولمبية الصيفية 2012 |
| فضية      | دورة ألعاب الكومنولث 2014      |

## روابط خارجية
- فيليب هينديس على موقع الاتحاد الدولي للدراجات (الإنجليزية)
- فيليب هينديس على موقع أرشيف الدراجات (الإنجليزية)
- فيليب هينديس على موقع إحصائيات الدراجات الإحترافية (الإنجليزية)
- فيليب هينديس على موقع CycleBase (الإنجليزية)
- فيليب هينديس على موقع أوليمبيديا (الإنجليزية)
- فيليب هينديس على موقع اللجنة الأولمبية البريطانية (الإنجليزية)
- فيليب هينديس على موقع اتحاد ألعاب الكومنولث (مؤرشف) (الإنجليزية)